# NGC 4980
NGC 4980 هي مجرة تتبع كوكبة الشجاع. اكتشفها جون هيرشل في 30 مارس 1835.

## روابط خارجية
- NGC 4980 على موقع ويكي سكاي: DSS2, SDSS, GALEX, IRAS, Hydrogen α, X-Ray, Astrophoto, Sky Map, Articles and images